# Geografia quantitativa
A geografia quantitativa, também conhecida por Geografia Teórico-Quantitativa ou Nova Geografia, é o nome dado a uma corrente do pensamento geográfico que surge na década de 1950 e é caracterizada pelo uso de métodos quantitativos como técnicas estatísticas e matemáticas.

## Principais Características
- Todo o conhecimento é apoiado na experiência;
- Defende a existência de uma linguagem comum a todas as ciências;
- Recusa o dualismo científico entre as ciências naturais e as ciências sociais;
- Defende um maior rigor na aplicação da metodologia;
- "Para os autores filiados a esta corrente, o temário geográfico poderia ser explicado totalmente com o uso de métodos matemáticos" (Moraes, 1999);
- A investigação científica bem como os seus resultados devem ser expressos de uma forma clara e lógica através de uma linguagem matemática.